# Gare de Marle-sur-Serre
Gare de Marle-sur-Serre vasútállomás Franciaországban, Marle településen.

## Vasútvonalak
Az állomást az alábbi vasútvonalak érintik:
- La Plain-Hirson-vasútvonal
- Ligne de Marle à Montcornet

## Kapcsolódó állomások
A vasútállomáshoz az alábbi állomások vannak a legközelebb:
- Gare de Laon
- Gare de Vervins
- Gare de Voyenne